# Лу Пинь
Лу Пинь (кит. упр. 陆频, пиньинь Lù Pín; род. 1972, Шанхай) — китайский скульптор-монументалист.

## Биография
Обучалась в Шанхайской Высшей школе издательства и печати, затем в 2002 окончила с отличием факультет скульптуры Варшавской Академии изящных искусств.
В течение двух лет Лу Пинь была ассистентом на факультете скульптуры Института художественного образования Свентокшишской академии в г. Кельце.
С 1996 года живёт в Польше.

## Творчество
Участница ряда международных выставок, симпозиумов, биеннале и семинаров в Польше, Китае, Южной Корее, Италии и Греции.
Лу Пинь — автор самого большого в мире памятника Фридерику Шопену, польскому музыканту и композитору, установленного в 2007 году в Шанхае, а также памятника Шопену в Пекине.
В 2007 удостоена медали «За заслуги в культуре Gloria Artis».
В 2008 Министерство заграничных дел Польши вручило ей Диплом за выдающиеся достижения в области популяризации польской культуры в мире.

## Персональные выставки
- 1996 — Венская Галерея, Варшава — Польша
- 1997 — Zhong Hua Hotel Gallery, Сопот — Польша
- 2003 — Галерея Chmielna № 30 , Варшава — Польша
- 2004 — Дворец искусств, Краков — Польша
- 2004 — Галерея Божены Марки, Варшава — Польша
- 2008 — Галерея Skarbiec, Краков — Польша
- 2008 — Галерея Erlin, Будапешт — Венгрия
- 2008 — Галерея Неформальная, Варшава — Польша
- 2008 — Галерея Станко, Вроцлав — Польша
- 2009 — Галерея Ambermoda, Сопот — Польша